# Nino Tempo
Pour les articles homonymes, voir Tempo (homonymie).
Antonino LoTempio, dit Nino Tempo, est un acteur et chanteur américain né le 6 janvier 1935 à Niagara Falls (État de New York) et mort le 10 avril 2025,.

## Carrière

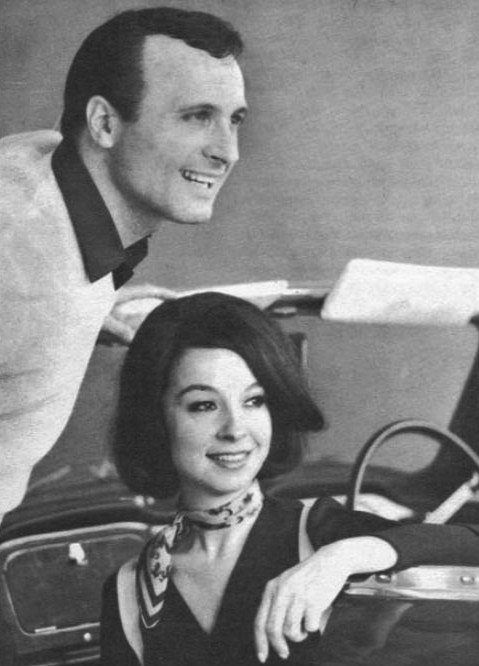
Nino Tempo et sa sœur April Stevens en 1965.

Sa carrière de chanteur est marquée par plusieurs 45 tours à succès au début des années 1960, dont un no 1 des ventes en 1963 : une reprise de Deep Purple interprétée en duo avec sa sœur April Stevens.

## Filmographie

### Comme acteur
- 1945 : Ah, quel scandale ! (George White's Scandals) de Felix E. Feist : Drummer
- 1949 : Le Poney rouge (The Red Pony) de Lewis Milestone : Nino
- 1953 : Romance inachevée (The Glenn Miller Story) d'Anthony Mann : Wilber Schwartz
- 1956 : La Blonde et moi (The Girl Can't Help It) de Frank Tashlin
- 1957 : Bop Girl Goes Calypso : Specialty Act
- 1957 : Johnny Trouble de John H. Auer : Charlie
- 1959 : Opération jupons (Operation Petticoat) de Blake Edwards : Crewman
- 1986 : Garfield in Paradise (en) (TV) : Monkey (voix)
- 1987 : Garfield Goes Hollywood (en) (TV) : Herbie (voix)
- 1988 : Garfield: His 9 Lives (TV)
- 1989 : Garfield's Babes and Bullets (TV) : lieutenant Washington (voix)
- 1994 : Le Corps du délit (Blood Run) (TV) : Priest

### Comme compositeur
- 1954 : The Black Pirates